# Anabisetia
Anabisetia là một chi khủng long, được Coria & Calvo mô tả khoa học năm 2002.